# ナターシャ・ズベレワ
ナターシャ・ズベレワ（ロシア語: Ната́лья (Ната́ша) Мара́товна Зве́рева、ロシア語ラテン翻字: Natalya (Natasha) Zvereva、1971年4月16日 - ）は、ソビエト連邦（現在はベラルーシ）・ミンスク出身の女子プロテニス選手。1988年の全仏オープン女子シングルス準優勝者で、4大大会の女子ダブルスですべてのタイトルを獲得した選手である。1992年のバルセロナ五輪女子ダブルス銅メダル獲得もある。自己最高ランキングはシングルス5位、ダブルス1位。WTAツアーでシングルスは4勝どまりだったが、ダブルスで80勝を記録した。右利き、バックハンド・ストロークは両手打ち。身長174cm、体重62kg。当初は英語読みの「ナタリア・ズベレワ」と名乗ったが、キャリアの途中で「ナターシャ」に改名した。

## 来歴
1985年にプロ入り。1986年から女子国別対抗戦・フェドカップのソビエト連邦代表選手となり、1991年のソビエト連邦の崩壊までその位置にあった。1988年の全仏オープンで女子シングルス決勝に進出した時、シュテフィ・グラフから1ゲームも奪えずに 0-6, 0-6 （試合時間38分）で完敗した試合は有名である。女子ツアーのシングルスでは優勝4度に対して、準優勝が15度もあった。
ナターシャ・ズベレワは4大大会の女子ダブルスで「18勝」を挙げ、1992年・1993年・1994年・1997年の4度にわたり、4大大会女子ダブルスの年間3冠を獲得している。初優勝は1989年の全仏オープンで、シングルス決勝でグラフに屈辱的な敗北を喫した翌年のことだった。1992年全仏オープンから1993年ウィンブルドンまで、女子ダブルス6大会連続優勝の記録を樹立する。1993年・1994年・1997年には全豪オープンからウィンブルドンまで年間3連勝を挙げながらも、最後の全米オープンを落として、女子ダブルスの年間グランドスラムを逃している。最も息の合うダブルス・パートナーはジジ・フェルナンデス（アメリカ）で、前述の連続優勝記録はG・フェルナンデスとのコンビで樹立したものである。1997年の全豪オープンだけは、パートナーは当時16歳3か月のマルチナ・ヒンギスであり、最年少女王の「単複2冠」の“お膳立て”の役割を果たしたが、後の全仏オープンとウィンブルドンでは再びG・フェルナンデスと組んで優勝した。
彼女は混合ダブルス部門でも、全豪オープンで1990年と1995年の2度優勝がある。
ズベレワはオリンピックにも、1988年ソウル五輪（ソ連国籍）・1992年バルセロナ五輪（独立国家共同体選手としての扱い）・1996年アトランタ五輪と2000年シドニー五輪（ベラルーシ国籍）の4度出場を果たしている。2度目の出場だったバルセロナ五輪で、ズベレワはレイラ・メスヒ（ソ連崩壊後グルジア国籍になる）とともに女子ダブルスの銅メダルを獲得した。シドニー五輪ではオリガ・バラバンシコワと組んだダブルスでベスト4に進出。準決勝で敗れた後の銅メダル決定戦でベルギーのドミニク・ファン・ルースト&エルス・カレンズ組に 6-4, 4-6, 1-6 で敗れ2個目の銅メダルを逃した。
ズベレワの最後のダブルス優勝は、2002年5月にスペイン・マドリード大会でベテランのマルチナ・ナブラチロワとコンビを組んだ時である。ナブラチロワは2000年秋から、44歳にして再びダブルスに復帰したが、その大先輩と組んで最後のタイトルを獲得した。同年10月下旬の「チューリッヒ・オープン」女子ダブルスで、ズベレワとキンバリー・ポー・メッセーリ（アメリカ）の組は、準々決勝でエレナ・ドキッチ&ナディア・ペトロワ組に 4-6, 3-6 で敗れた。この試合を最後に、ナターシャ・ズベレワとキンバリー・ポー・メッセーリ、2人の選手が同時に女子プロテニス界を引退したのである。
2010年、ナターシャ・ズベレワはジジ・フェルナンデスとともに国際テニス殿堂入りを果たした。

## 4大大会ダブルス優勝
- 全豪オープン 女子ダブルス：3勝（1993年・1994年・1997年）/混合ダブルス：2勝（1990年・1995年）
- 全仏オープン 女子ダブルス：6勝（1989年・1992年-1995年・1997年） ［4連覇を含む］
- ウィンブルドン 女子ダブルス：5勝（1991年-1994年・1997年） ［4連覇を含む］
- 全米オープン 女子ダブルス：4勝（1991年・1992年・1995年・1996年）